# 아리에주주의 캉통
프랑스 아리에주주에는 총 13개의 캉통이 속해 있다. 2015년 3월 행정구역 총개편으로 인해 현재는 다음과 같이 설치되어 있다.
- 아리즈레즈
- 쿠즈랑에스트
- 쿠즈랑우에스트
- 푸아
- 오트아리에주
- 미르푸아
- 파미에
- 페돌므
- 포르트다리에주
- 포르트뒤쿠즈랑
- 사바르테
- 발다리에주